# 鐵邁赤
铁迈赤（13世纪—1282年），元朝将领，哈剌鲁氏。
铁迈赤善骑射。自幼入质成吉思汗铁木真，在忽兰皇后帐下。初为挏马官，跟随成吉思汗平定西夏，窝阔台汗在位时，跟随阔出、忽都秃、铁木答儿定河南，立有功劳。1259年，跟随忽必烈伐南宋，抵达鄂州。蒙哥汗去世后，他受忽必烈指令率领铁骑三千，迎接由广西北上的兀良合台到岳州。1261年，随从忽必烈在昔木土脑儿平定阿里不哥。至元七年（1270年）授为蒙古诸万户府奥鲁总管。其子虎都铁木禄、其孙塔海。

## 传记资料
- 《元史》卷一百二十二
- 《新元史》列传第二十六